# Ozyptila manii
Ozyptila manii är en spindelart som beskrevs av Benoy Krishna Tikader 1961. Ozyptila manii ingår i släktet Ozyptila och familjen krabbspindlar. Inga underarter finns listade i Catalogue of Life.